# Smast
Smast este o localitate din comuna Kobarid, Slovenia, cu o populație de 177 de locuitori.